# 12984 Lowry
12984 Lowry eller 1979 QF2 är en asteroid upptäckt den 22 augusti 1979 av den svenske astronomen Claes-Ingvar Lagerkvist vid La Silla-observatoriet. Asteroiden har fått sitt namn efter Stephen C. Lowry, en irländsk astronom som intresserat sig för jordnära objekt och kometer.
Den tillhör asteroidgruppen Koronis.